# Pilagá
Pilagá, pleme Guaycuruan Indijanaca u dolinama rijeka Bermejo i Pilcomayo u središnjim i zapadnim područjima sjeverno-argentinskih provincija Formosa, Chaco i Salta. Pilage su lovci i sakupljači divljih plodova Gran Chaca, kao što su algarroba i chañar. Ovo pleme, kao i njihovi rođaci Tobe prakticirali su skidanje skalpova ubijenih neprijatelja, koje bi po povratku iz boja predavali svojim ženama. 
Danas oko 2,000 Pilagá govori još svojim jezikom u dolinama rijeka Bermejo i Pilcomayo, a ima dva dijalekta toba-pilagá (sombrero negro) i chaco pilagá.

## Vanjske poveznice
- Los Pilaga  Arhivirana inačica izvorne stranice od 24. kolovoza 2007. (Wayback Machine)